# Östra Frölunda
Östra Frölunda är en tätort i Svenljunga kommun och kyrkbyn i Östra Frölunda socken i Västergötland. Östra Frölunda ligger invid Ätran cirka 55 kilometer söder om Borås.

## Historia
Stenvalvsbron över Ätran byggdes 1847-1849.

### Befolkningsutveckling
| Befolkningsutvecklingen i Östra Frölunda 1970–2020 | Befolkningsutvecklingen i Östra Frölunda 1970–2020 | Befolkningsutvecklingen i Östra Frölunda 1970–2020 | Befolkningsutvecklingen i Östra Frölunda 1970–2020 | Befolkningsutvecklingen i Östra Frölunda 1970–2020 |
| -------------------------------------------------- | -------------------------------------------------- | -------------------------------------------------- | -------------------------------------------------- | -------------------------------------------------- |
|                                                    |                                                    |                                                    |                                                    |                                                    |
| År                                                 |                                                    |                                                    | Folkmängd                                          | Areal (ha)                                         |
| 1970                                               | 1970                                               |                                                    | 307                                                |                                                    |
| 1975                                               | 1975                                               |                                                    | 315                                                |                                                    |
| 1980                                               | 1980                                               |                                                    | 328                                                |                                                    |
| 1990                                               | 1990                                               |                                                    | 374                                                | 46                                                 |
| 1995                                               | 1995                                               |                                                    | 371                                                | 49                                                 |
| 2000                                               | 2000                                               |                                                    | 346                                                | 49                                                 |
| 2005                                               | 2005                                               |                                                    | 323                                                | 49                                                 |
| 2010                                               | 2010                                               |                                                    | 309                                                | 49                                                 |
| 2015                                               | 2015                                               |                                                    | 321                                                | 63                                                 |
| 2020                                               | 2020                                               |                                                    | 329                                                | 64                                                 |
| Anm.: Ny tätort 1970                               |                                                    |                                                    |                                                    |                                                    |

## Samhället
I orten ligger Östra Frölunda kyrka.
Skolan i orten hette tidigare Östra Frölunda skola. Som en del av en Svenljunga kommuns skolreform 2023–2025 stängdes skolan tillfälligt för om- och utbyggnad och verksamheten flyttades till Mårdaklevs skola. Den nya skolan öppnade vårterminen 2025 under namnet Kindaholmskolan.

## Näringsliv
Största företag på orten är Kinds Elteknik AB, som producerar utrustning för hissar.